# Koncept
Koncept was een punkband uit Belgisch Noord-Limburg. Tussen 1998 en 2009 trad deze band op in België en omstreken.
De muziek wordt gekenmerkt door invloeden van zowel Motörhead als De Heideroosjes en Belgian Asociality. Zelf gebruikten ze de term "Betonpunk" om hun ruwe ongepolijste stijl te omschrijven. Hiermee wilden zij zich enigszins afzetten tegen de meer populaire en erg toegankelijke poppunk-groepen die vandaag de dag vaak in de hitlijsten terug te vinden zijn.
De teksten van hun nummers zijn geschreven in het Engels, Nederlands en het Maaslands dialect. De onderwerpen van nummers zijn afwisselend en kenmerken zich door hun kritische doch humoristische kijk op maatschappelijke fenomenen (zoals commerciële belspelletjes op tv bijvoorbeeld)
In 2005 brachten ze in eigen beheer hun debuut Parels voor de zwijnen uit, op hun eigen label Bom-Tik Records, waar meer dan 400 exemplaren van verkocht werden.
Ze traden onder meer aan op Europa's grootste punkfestival Wasted in de Melkweg (Amsterdam) en Hof Ter Loo in Antwerpen. In 2006 trok de band naar Groot-Brittannië voor enkele optredens. Een jaar later kwam hun tweede full-cd uit, getiteld Inderdaad, wederom in eigen beheer.. Een tweede headlinertournee door Engeland volgde
In 2009 ging de band uit elkaar. De leden gingen elk hun eigen weg in nieuwe projecten zoals Lucky Sinners, Fnarffenknügel, Violent City en The Lawn Mowing Sundays.
In 2014 kwam Koncept terug samen voor enkele reunie-optredens.
Na het plotse overlijden van zanger Jim in 2015 werd de band definitief opgedoekt.